# 良岑頼利
良岑 頼利（よしみね の よりとし、生没年不詳）は、平安時代ごろの貴族。官位は下総介。良岑美並の子で、良岑惟頼の父。尾張国丹羽郡郡司。

## 人物
頼利は、尾張国丹羽郡の郡司・良岑美並の子に生まれる。天暦9年（955年）から安和2年（969年）まで郡務にあたったとされる。頼利の子孫である良岑高成（上総守）は、良岑氏流前野氏の始祖・前野高長の父である。高成の娘で高長の妹にあたる人物は平忠盛の側室となり、平忠度を生んだとされている。良岑氏は桓武天皇と百済永継の子である良岑安世を祖とする氏族 で、種別としては皇別に分類される。本貫は山城国で、後裔には児玉丹羽氏や良岑氏流前野氏などがある。この頼利も良岑安世の子孫にあたる。

## 系譜
- 父：良岑美並
- 母：伴清助（伴善男の孫）の娘
- 妻：不詳
  - 男子：良岑惟頼（良岑惟恒？）
  - 男子：良岑惟松（二郎大夫）